# Вулиця Моршинська (Львів)
Вулиця Моршинська — вулиця місцевості нового світу, Франківського району міста Львова. Названа на честь міста Моршин Львівської області. Сполучає вул. Генерала Чупринки з вул. Природною.

## Назва
Вулиця Моршинська з'явилась 1898 року і перша назва вулиці була Шимоновічув (нім. Szymonowiczów). Перейменовувалась 4 рази.
- Кшижова(пол. Krzyżowa) — з 1935 року.
- Поммернвеґ(нім. Pommernweg) — з 1942 року.
- Крижова — з 1944 року.
- Моршинська — з 1950 року[5].